# ゼネラル・エレクトリック GE-36

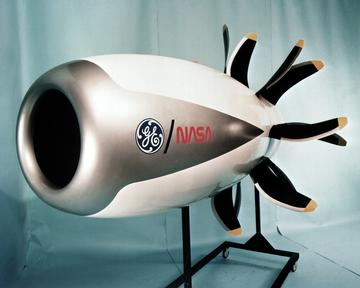
ゼネラルエレクトリック GE36

GE36エンジンはゼネラルエレクトリック エアクラフトエンジンズにより開発された実験段階の航空機エンジンでターボファンエンジンとターボプロップエンジンとを組み合わせた構成を持ち、「アンダクテッドファン」 (Unducted Fan;UDF) または「プロップファン」とも呼ばれた。
このエンジンは、F/A-18などに採用されている傑作機ゼネラル・エレクトリック F404軍用ターボファンを基にして開発された。F404からの混合排気流が、7段式の低圧タービンを駆動するようにして排出された。その低圧タービンでは、静翼を取り付けたリングは固定されず自由に回転できて、動翼と反対向きに回転した。外部取付の回転翼のうち、1セットが可変ピッチ式となっていて、そのファンブレードが低圧タービンの動翼系とつながっており、別のセットが、逆向きに回転する低圧タービンの静翼系につながっていた。
回転翼がシャムシール型の弧を描く形状となっているために、高速飛行時に障害となるプロペラ端での衝撃波の発生が抑制され、高速飛行（約マッハ0.75）が達成された。GEは、従来の高速回転の低圧タービンとギアボックスでの減速とを組み合わせる構成の代わりに、（実効的に）14段の低圧タービンを使用して回転翼を駆動した。

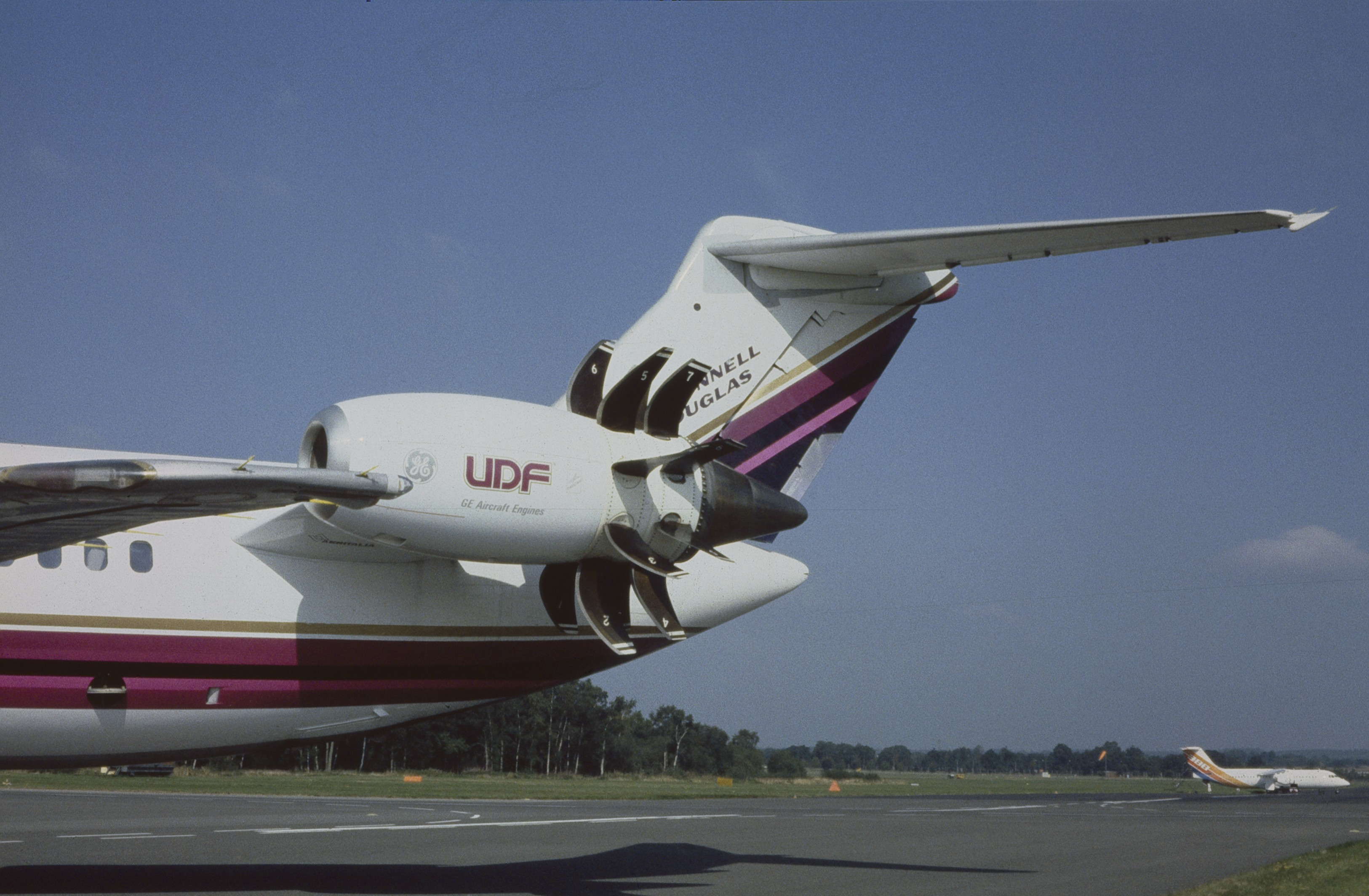
1988年のファーンボロ航空ショーでMD-81に搭載され展示されたGE36

1980年代に150席級の旅客機であるボーイング7J7（計画のみ）やMD-94Xへの採用が検討されていた。きわめて低燃費であることが実証されたものの、試験エンジンを取り付けた飛行機でのキャビンに伝わる騒音のレベルは、エンジンが後方尾部に設置され、搭乗者が聴覚保護具を装着してもなお問題であった。